# Jerzy Zabczyk
Jerzy Zabczyk (ur. 29 marca 1941 w Douai we Francji) – polski matematyk specjalizujący się w  teorii prawdopodobieństwa, matematycznej teorii sterowania,  matematyce finansowej, profesor zwyczajny, członek rzeczywisty PAN. 

## Życiorys
Absolwent I Liceum Ogólnokształcącego w Bydgoszczy (1959). 
Studiował matematykę na Uniwersytecie Warszawskim (1963); pracę magisterską napisał pod kierunkiem Stanisława Mazura. W latach 1963–1972 był kolejno asystentem i adiunktem na Wydziale Matematyki, Informatyki i Mechaniki Uniwersytetu Warszawskiego. Doktorat (1969) z probabilistycznej teorii potencjału przygotował pod kierunkiem profesora Zbigniewa Ciesielskiego. Od 1972   pracownik Instytutu Matematycznego PAN (od 2019 profesor emerytowany). Habilitację (1975) otrzymał na podstawie rozprawy o stabilności i stabilizowalności układów sterowanych. Tytuły naukowe profesora nadzwyczajnego i profesora zwyczajnego otrzymał odpowiednio w latach 1983 i 1990. W latach 1989–1992 był dyrektorem ds. naukowych IM PAN, 2000-2008 kierownikiem Zakładu Teorii Prawdopodobieństwa i Matematyki Finansowej IM PAN, 2000–2007 członkiem Centralnej Komisji ds. Stopni i Tytułów, a w latach 2007–2010 zastępcą przewodniczącego Wydziału III Nauk Matematycznych, Fizycznych i Chemicznych PAN. Wypromował 9 doktorów. 
23 sierpnia 1980 roku dołączył do apelu 64 uczonych, pisarzy i publicystów do władz komunistycznych o podjęcie dialogu ze strajkującymi robotnikami.
Zajmował się równaniami stochastycznymi na przestrzeniach nieskończenie wymiarowych,  asymptotycznymi własnościami układów sterowanych, układami sterowalnymi ze znikającą energią, teorią potencjału procesów o przyrostach niezależnych, problemami optymalnego stopowania. 
Podał przykład silnie ciągłej półgrupy liniowych operatorów rosnącej wykładniczo z urojonym spektrum. Zajmował się też matematycznymi modelami rynków obligacji. Wspólnie z R. Cowanem postawił i rozwiązał problem optymalnego wyboru w czasie ciągłym (Cowan-Zabczyk model).  Jest współautorem wraz z G. Da Prato i S. Kwapieniem metody faktoryzacji badania regularności procesów stochastycznych w przestrzeniach nieskończenie wymiarowych 
.
Część swoich badań prowadził w czasie wielomiesięcznych pobytów na uniwersytetach zagranicznych: w Scuola Normale Superiore w Pizie, w Warwick University w Coventry (w tym przez 10 mięsiecy jako Leverhulme visiting professor), na Heriot-Watt University w Edynburgu, Université de Montréal, na Uniwersytecie Łomonosowa w Moskwie, Uniwersytecie La Sapienza w Rzymie, Uniwersytecie w Bonn, Uniwersytecie w Bremie, UCLA w Los Angeles, Université Paris IX i Paris XIII w Paryżu.

## Książki (wybór)

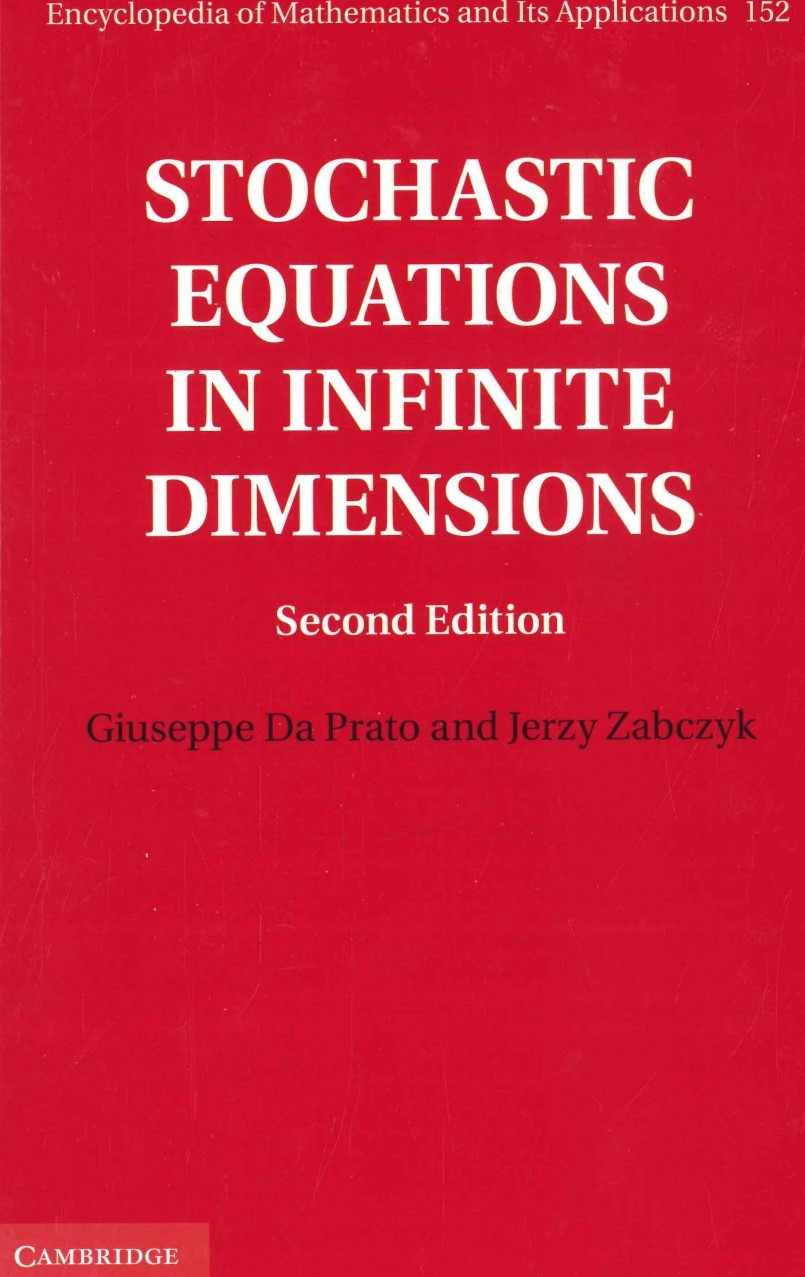
G. Da Prato, J. Zabczyk, Stochastic equations in infinite dimensions (2014)

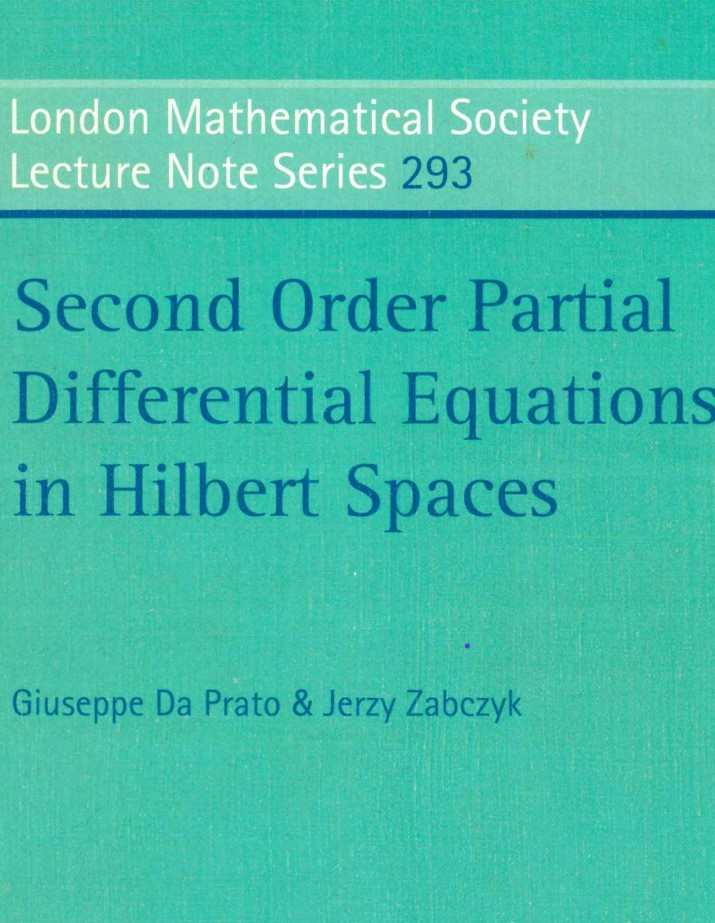
G. Da Prato, J. Zabczyk, Second Order Partial Differential Equations in Hilbert Spaces, 2002

- Mathematical Control Theory: An Introduction, Birkhäuser, 1992, II wyd. 2020. Polska wersja: Zarys Matematycznej Teorii Sterowania, PWN, 1991.
- Stochastic Equations in Infinite Dimensions (wspólnie z G. Da Prato), Cambridge University Press, 1992; II wyd. 2014.
- Ergodicity for Infinite Dimensional Systems (wspólnie z G. Da Prato), Cambridge University Press, 1996.
- Chance and Decision. Stochastic Control in Discrete Time, Quaderni, Scuola Normale Superiore, Pisa, 1996.
- Second Order Partial Differential Equations in Hilbert Spaces (wspólnie z G. Da Prato), Cambridge University Press, 2002.
- Stochastic Partial Differential Equations with Levy Noise  (wspólnie z S. Peszat), Cambridge University Press, 2007.
- Mathematics of the Bond Market (wspólnie z M. Barskim), Cambridge University Press, 2020.

## Odznaczenia i wyróżnienia
- Invited speaker na Międzynarodowym Kongresie Matematyków w Warszawie 1983[9]
- Złoty Krzyż Zasługi (1988)
- Członek Towarzystwa Naukowego Warszawskiego (korespondent 1989, zwyczajny 2004)
- Krzyż Kawalerski Orderu Odrodzenia Polski (1999)[10]
- Członek Polskiej Akademii Nauk (korespondent 2002, rzeczywisty 2013)
- Medal Sierpińskiego (2006)[11]
- Nagroda Prezesa Rady Ministrów za wybitny dorobek naukowy (2014)
- Krzyż Oficerski Orderu Odrodzenia Polski (2019)[12]